# Mjölbys historia
En äldre version av ortnamnet är Mölloby, från ordet mylna eller mölna, som betyder "kvarn".

## 1800-talet
Mjölby station öppnade 11 maj 1873 som en del av Östra stambanan. Järnvägssträckan från Mjölby till Hallsberg öppnades 15 december 1873 som en enskild järnväg och är statlig ägd sedan 1 november 1879. Mjölby östra stadsdel kom till i slutet av 1800-talet och bestod av mark från Gravgården. 1884 fick man ett gatunät med bland annat gatorna: Sankt Persgatan, Föreningsgatan och Parkgatan.
En ny folkskola "Parkskolan" i tegel stod klar i Mjölby 1896.

## 1900-talet (påbörjad)
Den 29 september 1899 beslutades att Mjölby skulle bli ett municipalsamhälle, från och med 1 januari 1900. Mjölbys första stadsplan blev färdig 1903. År 1903–1904 uppfördes ett stenhus i jugendstil av Vifolka sparbank. Några år senare 1910, öppnade Mjölby–Hästholmens Järnväg. En annan byggnad var Kanikegården, även kallat miljonhuset, ett affärskomplex och bostadskomplext som stod färdig 1915.
1955 byggdes Lagmansskolan och 1957 byggdes Mjölbys första höghus "Punkthuset".
Innan Mjölby kommun bildades 1971, uppfördes ett nytt stadshus i staden. Staden växte ytterligare och 1972 fick Mjölby ett nytt bostadsområde Ryttarhagen och 1978 Östra Eldslösa.